# Lautenbach (Ortenaui járás)
Lautenbach település Németországban, azon belül Baden-Württembergben, a Fekete-Erdőben. a Lautenbach magyar jelentése Hangospatak mely feltehetőleg a településen átfolyó patakból lett eredeztetve. Lakosainak száma 1980 fő (2023. december 31.).

## Földrajz

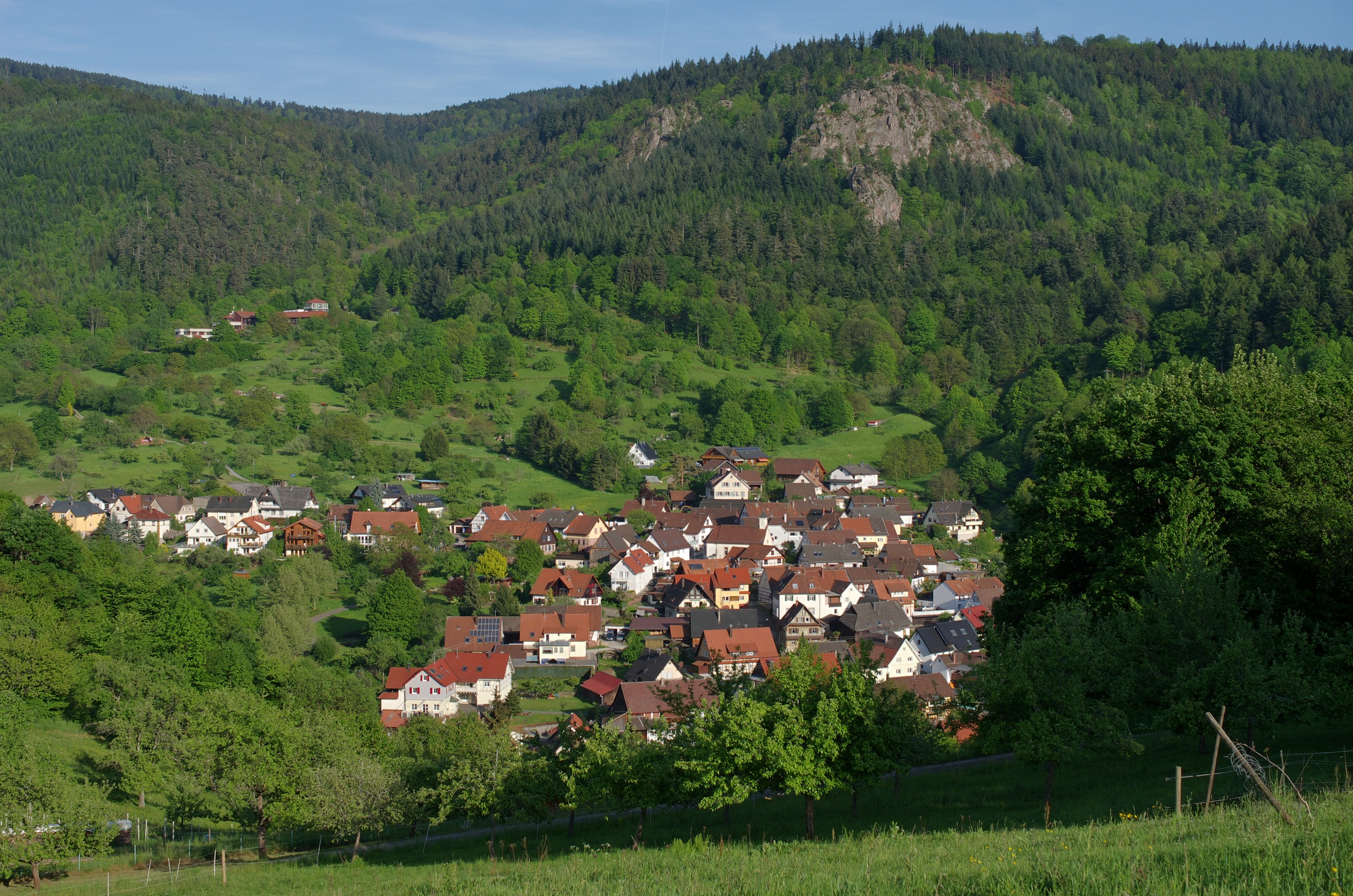
A település látképe az egyik dombról

### Elhelyezkedése
Lautenbach a Renchtal bejáratánál fekszik, a Fekete-erdő északi részén. A város területének több mint kétharmada erdőkből áll.

### Szomszédos települések:
A település északon a Kappelrodeck-kel, keleten az Ottenhöfennel, délen Oppenau városával és nyugaton Oberkirch városával határos.

## Története

### A 18. századig

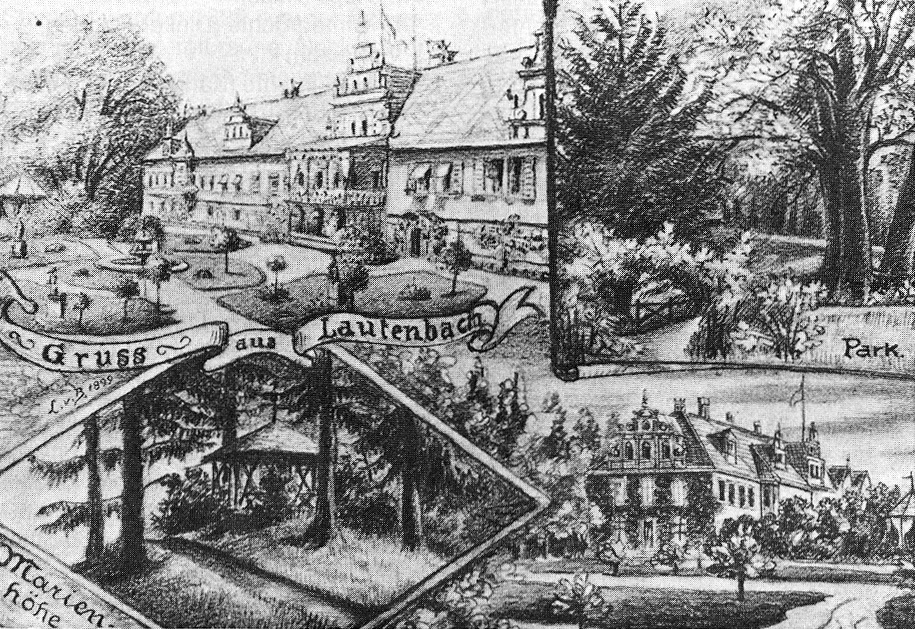
Képeslap 1899-ből

Először 1233-ban a Hofgut Lautenbach-ként említik az Allerheiligen kolostor (mindenszentek kolostor) egyik dokumentumában, az alsó Renchtal más birtokait már a 10. században említik. Ugyanakkor nem alakult ki zárt település, és Lautenbach évszázadokon át szétszórt falvak és gazdaságok csoportja maradt. 1316-tól 1803-ig a hely a strasbourgi egyházmegyéhez tartozott, ezért ma is római katolikus a falu lakossága.

### 19. és 20. század
1803-ban Lautenbach a Badenai Nagyhercegségbe került a többi Rajna-vidék                                                                    jobb partján levő településsel együtt.

### 21. század
2007-ben egy állampolgár petíciót nyújtott be Lautenbach csatlakoztatásáról Oberkirch-hez. A népszavazás azonban csekély részvétel (52%) miatt érvénytelen volt így megtartotta függetlenség Lautenbach.

## Népesség
A település népessége az elmúlt években az alábbi módon változott:  
| Lakosok száma | 1960 | 1852 | 1877 | 1875 | 1875 | 1929 | 1986 | 1980 |
|               | 1975 | 2014 | 2017 | 2018 | 2019 | 2021 | 2022 | 2023 |

## Politika

### Községi tanács
A 61,7% -os (- 2,9%) részvételi arány mellett a 2014. május 25-i önkormányzati választások a következő eredményhez vezetett:
| szervezet                | %-os eredmény | képviselők száma | az előző választáshoz képest |
| ------------------------ | ------------- | ---------------- | ---------------------------- |
| CDU                      | 44,8%         | 4                | -1                           |
| egyéni                   | 26,9%         | 3                | +1                           |
| BI ,, Lautenbach jövője" | 28,4%         | 3                | ±0                           |

### Polgármester
- 1945–1976: Josef Müller
- 1976–2000: Richard Bißdorf (CDU)
- 2000–2015: Karl Bühler (CDU)
- 2015-től napjainkig: Thomas Krechtler (CDU)

## Kultúra és látványosságok
- Lautenbach mérföldkőve a későgótikus zarándoktemplom, amelyet 1471 és 1488 között építettek. Építőmestere Hans Hertwig volt, a templom boltozatai különösen figyelemre méltóak. A késő gótikus ólomüvegek Peter Hemmel von Andlau műhelyéből származik. A gótikus szárnyas oltár panelfestményeit ismeretlen művész készítette, akit gyakran a Lautenbach-magasoltár mesterének neveznek.
- A mélyen gyökerező hit különleges jele a Mária-szentélyek nagy száma, amelyek mindenütt megtalálhatók a Lautenbach körzetben.

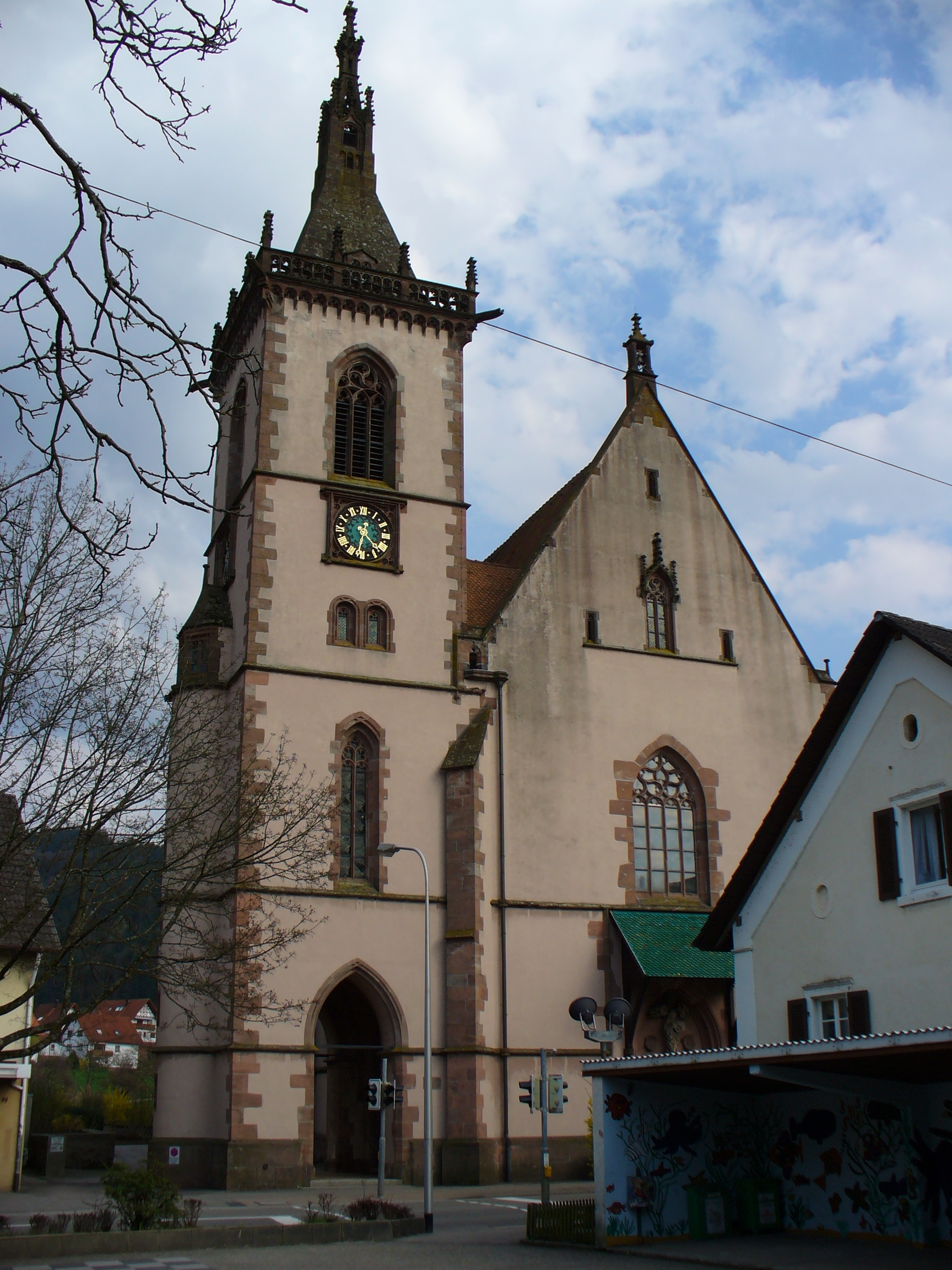
A templom kívülről
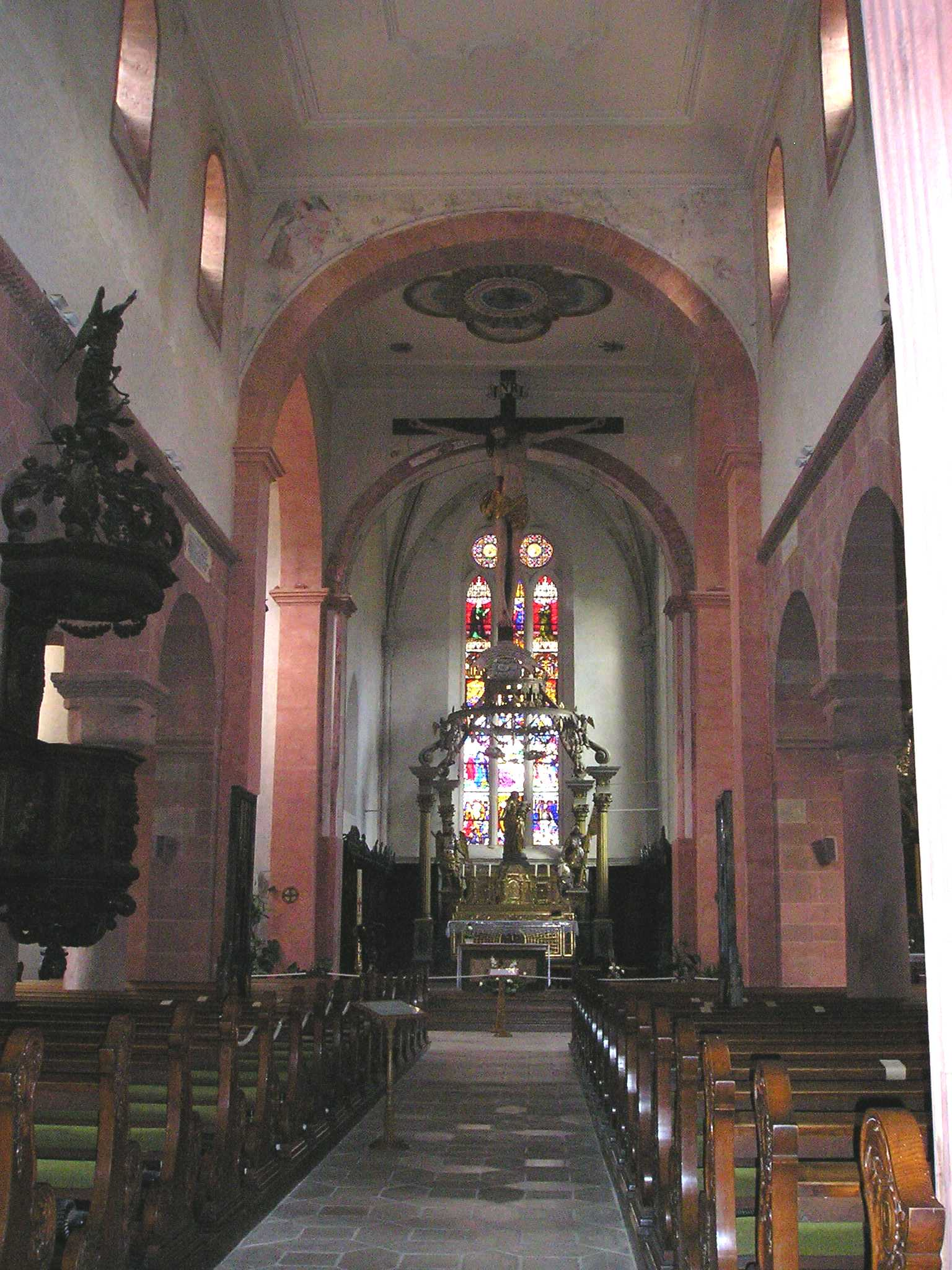
Belső tér
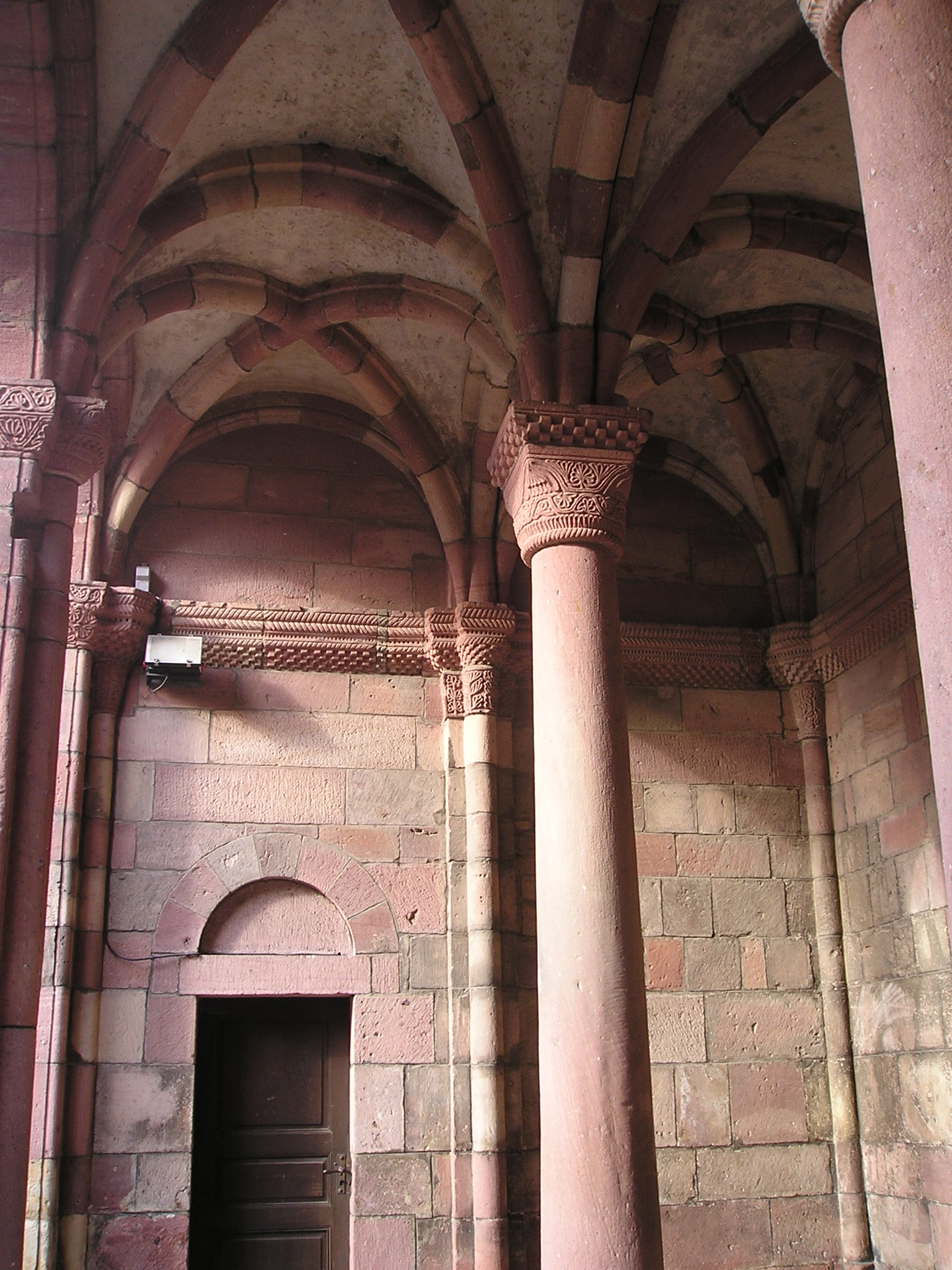
Díszes boltozat a templom külső részén
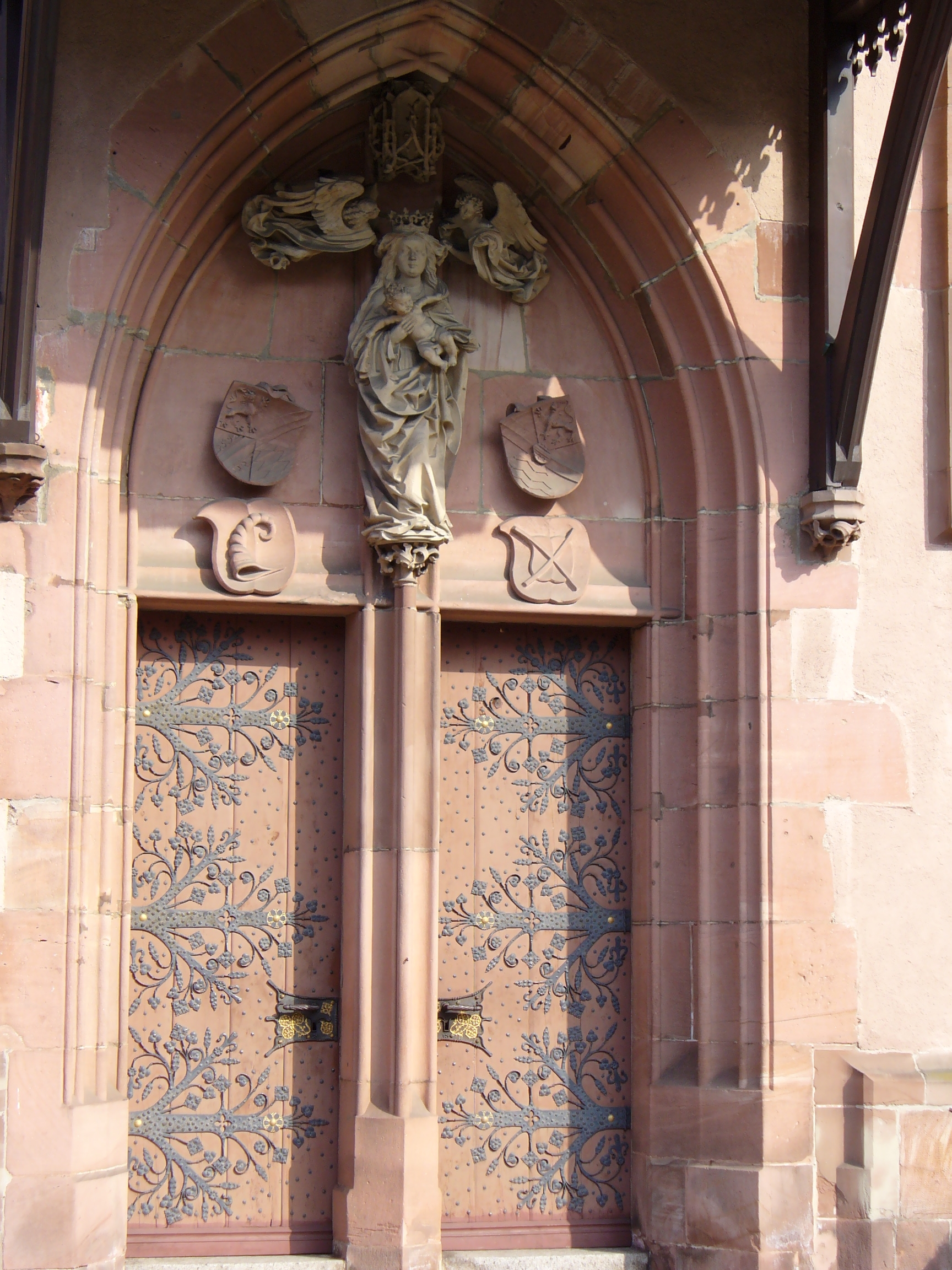
Díszes bejárati ajtó
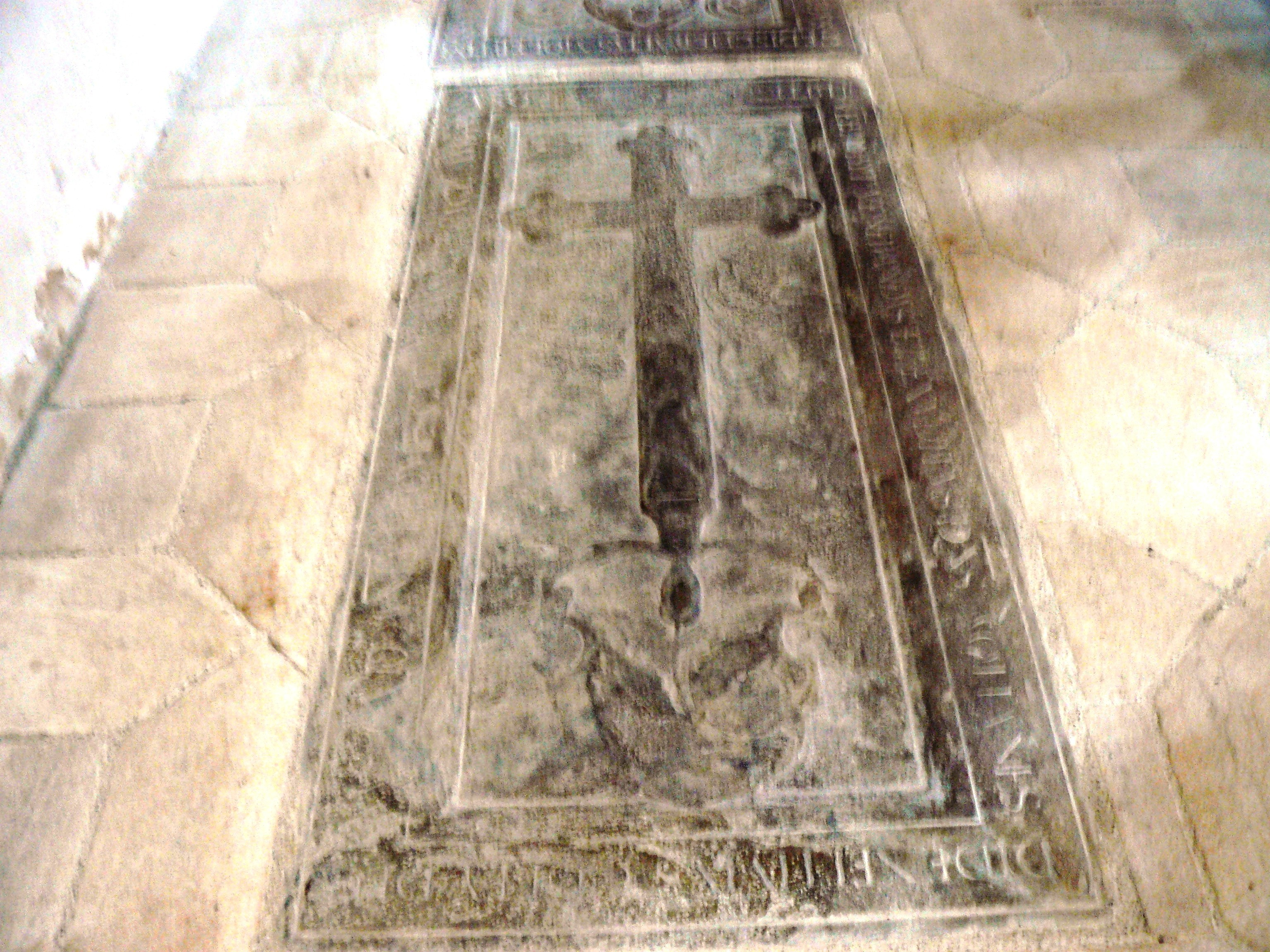
Templomban található sír

## Gazdaság és infrastruktúra
A második világháború után Lautenbach tisztán mezőgazdasági közösségből iparos közösséggé vált több száz ingázóval a környék ipari és kereskedelmi létesítményeibe. Ezenkívül a településnek jó turisztikai adottságai is voltak, manapság évente átlagosan 20 000 vendégéjszakát töltenek el a turisták.

### Mezőgazdaság
- Lautenbach mezőgazdaságát a szőlőtermesztés és a gyümölcstermesztés jellemzi. A szőlőültetvények a badeni borvidék Ortenau szőlőterületének részét képezik. 2001/02-ben a Lautenbach először mutatta be Andrea Vogtot, a badeni borkirálynőt. A település címere is jelzi a szőlőtermesztés fontosságát a az itt élő embereknek.

### Iskolák
- Lautenbachban van egy általános iskola az Abt Wilhelm Iskola. Van egy római katolikus óvoda. Az összes középiskola a környező városokban található.

### Közlekedés
- A település a 28-as számú Bundesstraße (főút) és az Offenburg-Bad Griesbach vasútvonal mellett fekszik.

## Fordítás
- Ez a szócikk részben vagy egészben a Lautenbach című német Wikipédia-szócikk fordításán alapul. Az eredeti cikk szerkesztőit és forrásait annak laptörténete sorolja fel.